# Virgin Cola
Virgin Cola was een Brits colamerk dat van 1994 tot 2012 werd geproduceerd door Princes Limited, onderdeel van de Virgin Group. Het merk werd geïntroduceerd met als doel te kunnen concurreren met de bekende Amerikaanse merken Coca-Cola en Pepsi.
Toen Pepsi kort na Virgins introductie de kleur van haar blikjes veranderde in blauw, kwam Virgin onmiddellijk met paginagrote advertenties waarin ze bij wijze van 1 aprilgrap beweerden dat ze een blikje hadden ontworpen dat blauw werd zodra de inhoud haar prik was kwijtgeraakt.
Enkele maanden na de introductie maakte Virgin Cola op al haar verkooppunten 50% uit van de gehele colaverkoop. Daarna werd het geïntroduceerd in Frankrijk, België en Zuid-Afrika. Tijdens het eerste jaar werden wereldwijd al meet dan 500 miljoen verpakkingen verkocht. De populariteit daalde echter alweer gauw.
Virgin Cola werd ook geserveerd op vluchten van Virgin Atlantic en wordt verkocht in de horeca aan boord van Virgin Trains. Pretparken van Gulliver's Kingdom in het Verenigd Koninkrijk verkochten postmix Virgin Cola.
In de Verenigde Staten was een nationale introductiecampagne gepland voor 2005, zes jaar nadat de eerste fles Virgin Cola te koop was in een Amerikaanse winkel. Dit was een grote flop; Virgin Cola verdween al gauw helemaal uit de Amerikaanse schappen.